# 보로디노급 전함
보로디노급 전함(또는 수보로프급)은 1899년 ~ 1905년에 러시아 해군에 의해 건조된 노급전함이다. 이 함급의 전함 중 세 척은 침몰되었고, 한 척은 일본 해군에 러일 전쟁의 중요한 전투인 '쓰시마 해전'에서 포획되었다.
석탄을 연료로 하는 노급전함 선단으로서는 역사상 가장 긴 여행을 한 '보로디노'급 전함들은, '텀블홈' 선체였고, 바닥이 더 넓고 윗쪽으로 갈수록 좁아졌다. 쓰시마 해전 이후로는 이러한 형태는 전함에서 채택되지 않았으며, 이들은 매우 무겁다고 여겨졌다. 21세기인 오늘날은 미국을 포함한 여러 나라에서 '텀블홈' 형태의 스텔스성을 연구하고 있으나, 안정성의 문제로 실용성에 의문이 제기되고 있다.

## 설계 및 제작
보로디노급 전함은 이전의 체사레비치(Tsesarevich) 전함을 바탕으로 설계되었다. 체사레비치는 프랑스 La Seyne의 설계였으며, 1904년의 황해 해전에서 러시아의 기함으로서 참전하였다. 러시아 해군은 5대 이상을 더 제작하고 러시아 해군의 기준에 맞추어 변경하는 조건으로 이 배를 구입하기로 하였다. 이로부터 오렐, 크니아츠 수보로브, 보로디노, 알레크산드라 3세, 슬라바의 전함들이 러시아 공장에서 건조되었다. 이 중 슬라바는 러일 전쟁 때에는 완성되지 못하여 전쟁에 참가하지 못하였다.
체사레비치처럼, 이들은 무게중심이 높아 불안정하여 전복의 위험이 있었다. 이 때문에, 일부 해군 건축가들은 이들을 역사상 최악의 배로 여기기도 한다.

## 같이 보기
- 러일 전쟁

## 참고 문헌
- Antony Preston, 《World's Worst Warships》, Conways Maritime Press, 2002
- Grant, R., Captain, DSO, 《Before Port Arthur In A Destroyer》, London, John Murray, Albemarle St., W., 1907
- S. McLaughlin, 《Aboard the Orel at Tsushima, in Warship》, Conways Maritime Press, 2005
- Novifoff-Priboy, A, 《Tsushima》 London: George Allen & Unwin Ltd, 1936
- Pleshakov, Constantine, 《The Tsar's Last Armada: Epic Voyage to the Battle of Tsushima》, 2002, ISBN 10-046505-7926
- Semenoff, Vladimir, Capt., 《Rasplata (The Reckoning)》, London: John Murray, 1910
- Semenoff, Vladimir, Capt., 《The Battle of Tsushima》 NY, E.P. Dutton & Co., 1912
- Warner, Denis and Peggy, 《The Tide at Sunrise, A History of the Russo-Japanese War 1904-1905》, 1975, ISBN 0-7146-5256-3
- Tomitch, V. M., 《Warships of the Imperial Russian Navy》, Volumne 1, Battleships, 1968
- Hough, Richard A., 《The Fleet That Had To Die》, New York, Ballantine Books, 1960
- Corbett, Sir Julian, 《Maritime Operations In The Russo-Japanese War 1904-1905》, Originally classified, 2권 1책, 1994, ISBN 1-55750-129-7
- Seager, Robert, 《Alfred Thayer Mahan: The Man And His Letters》, 1977, ISBN 0-87021-359-8